# Rudolf Frank (Chemiker)
Rudolf Frank (* 30. März 1863 in Landskron (Lanškroun/Mähren); † 11. Mai 1926 in Berlin) war ein deutscher Chemiker und Industrieller.

## Leben

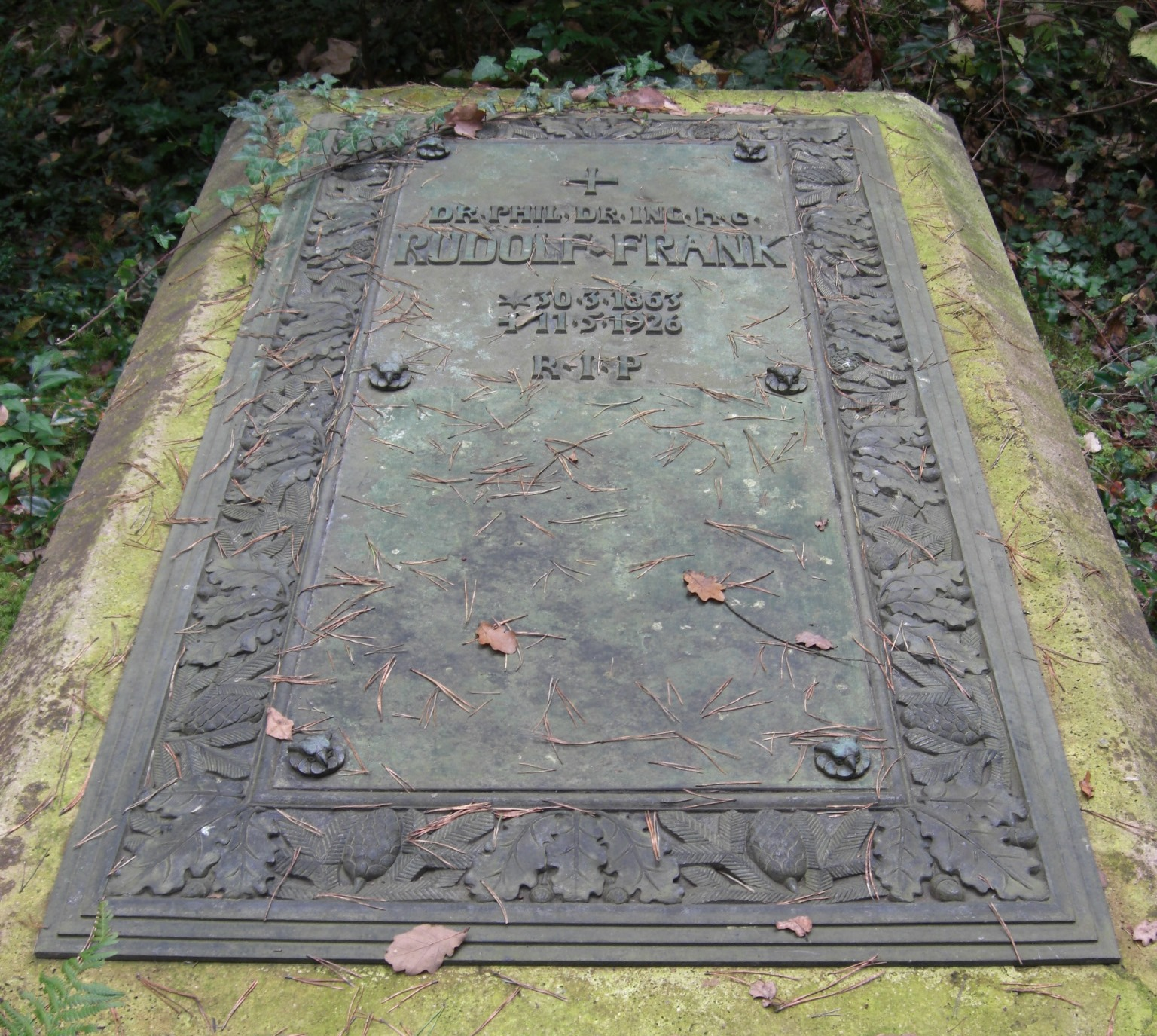
Grab von Rudolf Frank auf dem Südwestkirchhof Stahnsdorf

Frank studierte Chemie und Naturwissenschaften in Wien und Bern, hier wurde er auch 1885 mit der forensischen Dissertation Beiträge zur Anwendung der Dialyse in gerichtlich-chemischen Untersuchungen zum Dr. phil. promoviert. Ab 1886 war er in einer Reihe industrieller Werke tätig. 1911 übernahm er die Leitung des Verein Chemischer Fabriken in Mannheim. Während des Ersten Weltkrieges wirkte er im Aufsichtsrat der Kriegschemikalien-Aktiengesellschaft und erfand das Frankpulver, das von der Militärverwaltung in großen Mengen angefordert wurde. Als geschäftsführender Vorsitzender des „Vereins zur Wahrung der Interessen der Chemischen Industrie Deutschlands“, als Mitglied des Vorläufigen Reichswirtschaftsrates, als Präsidialmitglied des Reichsverbandes der Deutschen Industrie, als Vorsitzender des Arbeitgeberverbandes der chemischen Industrie sowie in mannigfachen ähnlichen Positionen zeigte er sein lebhaftes Interesse an Berufs- und Wirtschaftsfragen. 
Er wurde als Dr. Ing. e. h. gewürdigt und trug den Titel Kommerzienrat.
Seine letzte Ruhestätte befindet sich auf dem Südwestkirchhof Stahnsdorf.